# Massacre de Cefalònia

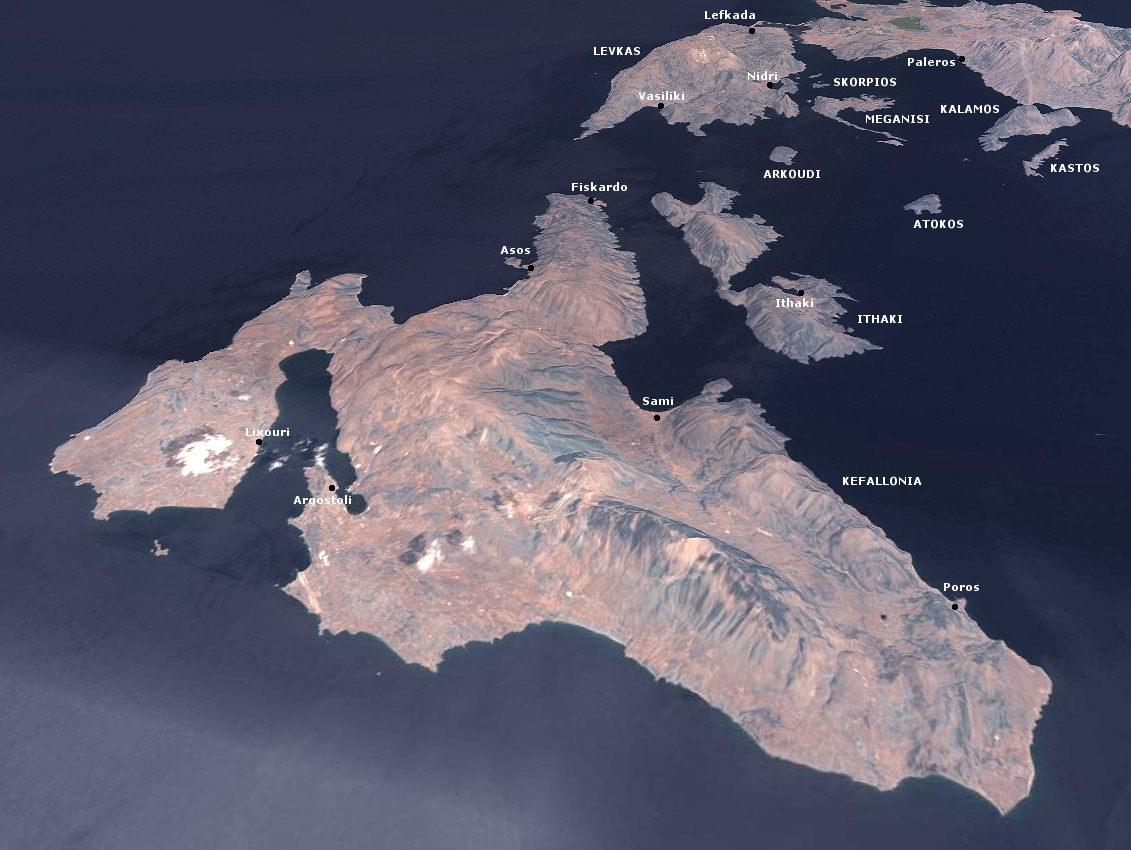
Vista aèria de Cefalònia

La massacre de Cefalònia (en italià: eccidio di Cefalonia), també coneguda com a massacre de la Divisió Acqui, va ser l'execució en massa de soldats i oficials italians de la 33a divisió Acqui pels ocupants alemanys a l'illa grega de Cefalònia, just després de la signatura de l'armistici de 1943 entre els Aliats de la Segona Guerra Mundial i Itàlia durant la Guerra Mundial. Prop de 5.000 homes van morir afusellats i d'altres van ser ofegats o exterminats de diverses maneres. Aquest sagnant episodi va servir de rerefons històric a la novel·la, després adaptada al cinema, La mandolina del capità Corelli de John Madden. La massacre de Cefalònia va ser una de les matances més cruentes de presoners de guerra al costat de la massacre de Katyn, i una de la més greus atrocitats comeses per les tropes alemanyes de la Wehrmacht (concretament, la 1 Gebirgs-Division), en comptes de les SS.

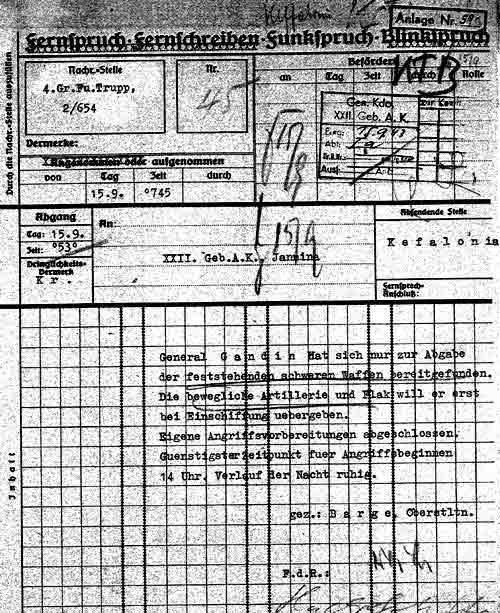
Comunicat de premsa

La 4a Divisió Acqui era, des de 1943, la guarnició italiana a les illes de Cefalònia i Corfú, formada per 11.500 soldats i 525 oficials. Estava composta per dos regiments d'infanteria (el 17è i 317è), el 33è regiment d'artilleria, els 27è i 19è batallons de camises negres, i diverses unitats de suport. A part, el 18è regiment va ser destacat a Corfú per reforçar la guarnició. La  Acqui  tenia bateries d'artilleria costanera, diversos vaixells torpeders i dos avions. Des del 18 de juny de 1943, estava comandada per Antonio Gandin, General de 52 anys veterà del front rus, on va ser condecorat pels alemanys amb la Creu de Ferro.